# تینوم
تینوم (به آلمانی: Tinnum) یک منطقهٔ مسکونی در آلمان است که در زیلت (مونیکیپالیتی) واقع شده‌است.